# Stéphane Peterhansel
Pour les articles homonymes, voir Peterhansel.
Stéphane Peterhansel, dit Peter, né le 6 août 1965 à Échenoz-la-Méline, près de Vesoul (Haute-Saône), est un pilote de moto et auto de rallye-raid français. Il détient le record absolu de victoires au Rallye Dakar avec 14 victoires, 6 en catégorie moto avec Yamaha (1991, 1992, 1993, 1995, 1997 et 1998) et 8 en auto, avec Mitsubishi (2004, 2005, 2007), Mini (2012, 2013, 2021), Peugeot (2016, 2017).
Seuls Hubert Auriol et Nani Roma ont également réalisé l'exploit de s'imposer dans les deux disciplines, moto et auto, sur cette épreuve. Il est également le recordman de victoires « scratch » au ISDE, avec 5 succès, en 1988, 1989, 1991, 1994 et 1995 ainsi que sur le Trèfle Lozérien, avec 9 victoires, sur Husqvarna (1987) et Yamaha (1988 à 1991 et 1993 à 1997).
En 1997, il est nommé citoyen d'honneur de la ville de Vesoul.

## Biographie

### Enfance
D'un père plombier et d'une mère secrétaire, il naît le 6 août 1965 à Échenoz-la-Méline, à 2 km au sud de Vesoul, dans la Haute-Saône. Son père, Jean-Pierre Peterhansel, participait à de petits rallyes auto et à des courses de trial moto.
À 8 ans, son père, lui offre sa première moto. Ce dernier l'initie à sa passion, et l'emmène avec lui dans les compétitions. La forêt, les reliefs, les grands espaces, et les circuits de moto-cross des environs de Vesoul deviennent ses terrains de jeux et d'entraînement.
En 1979, à l'âge de 14 ans, il est champion de France de skateboard en catégories, « Slalom », « Figure Libre », « Descente » et « Combiné ». Il intègre l'équipe de France et participe aux championnats d'Europe. « Quand je sortais de l'école, c'était la pratique du skate jusqu'à la nuit », dit-il des années plus tard.

### Débuts dans les sports mécaniques

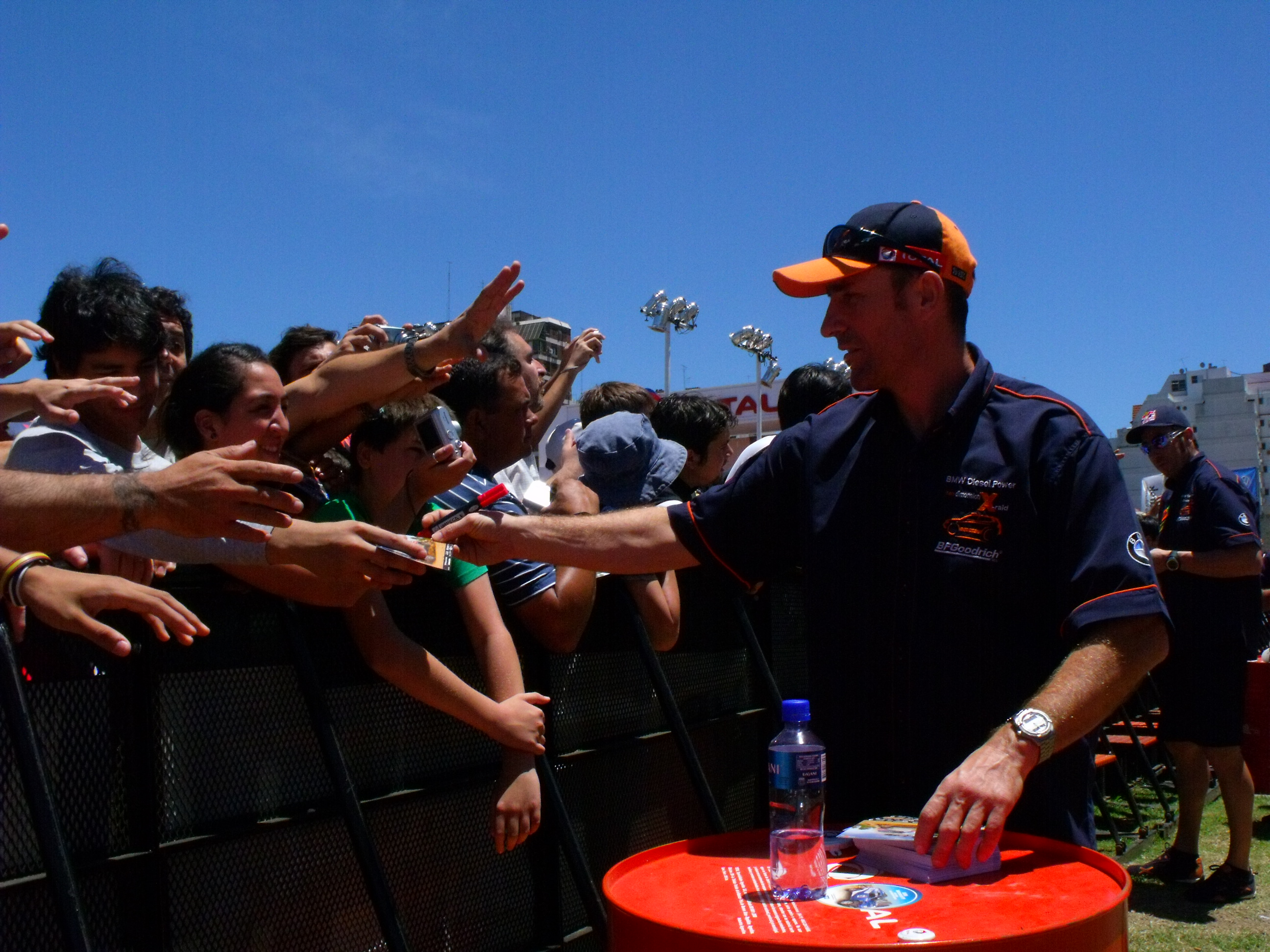
Stéphane Peterhansel signe des autographes à Buenos Aires le 31 décembre 2009

En 1980, à l'âge de 15 ans, il arrête complètement le skateboard et décide de se consacrer exclusivement à la compétition moto, grâce au soutien et à l'aide financière de son père. Officiellement trop jeune pour être aligné en compétition, il remporte ses premières courses d'enduro en s'inscrivant frauduleusement sous l'identité de son père, Jean-Pierre Peterhansel. Une technique qui lui vaudra aussi un certain nombre de disqualifications, quand la supercherie est découverte.
Deux ans plus tard, il décide d'arrêter l'école avec le souhait de devenir pilote professionnel. Son père lui propose alors de le financer, de le soutenir et de l'entraîner une année, mais en cas d'échec, lui impose de l'intégrer au sein de l'entreprise de plomberie familiale.
En 1984, à 18 ans, il passe son permis de conduire et peut enfin s'inscrire légalement sur les compétitions d'enduro. Il participe également au Trophée Chaboulange, une détection organisée par Husqvarna et Marcel Seurat, personnage emblématique de l'enduro en France. Il s'y montre brillant et Seurat décide de le prendre sous son aile. Sur Husqvarna, Peterhansel devient champion de France d'enduro dès sa première saison, avant de signer avec le team officiel pour la saison 1985.
Avec la marque suédoise, il empile les succès, sur le Trophée 500 inter (1985, 1986 et 1987), la Camel 400 (1986) et le Trèfle Lozérien (1987). Il est sacré vice-champion de super motard en 1987 et participe également à des manches de championnat du monde de moto-cross et au Supercross de Paris-Bercy.

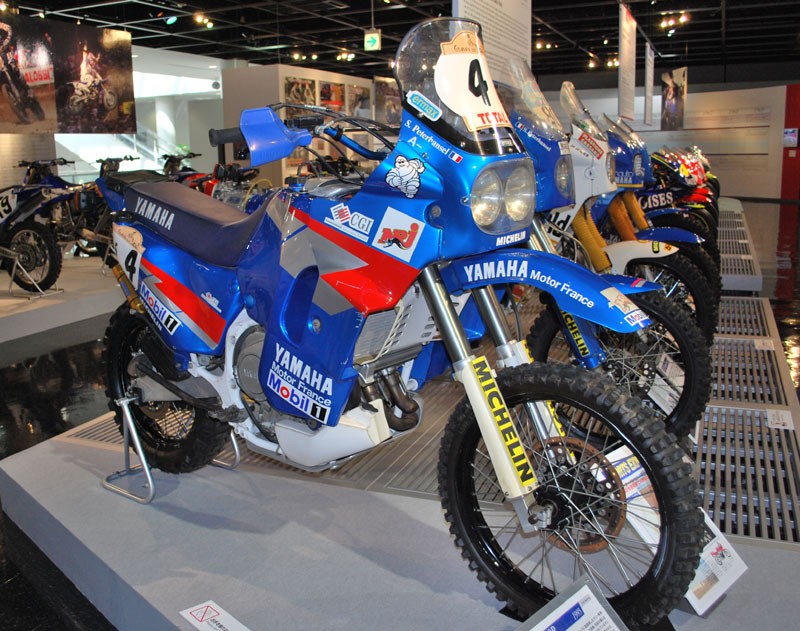
La moto Yamaha XTZ850R avec laquelle Stéphane Peterhansel a gagné son quatrième Dakar en 1995.

En 1987, il signe avec Jean-Claude Olivier, PDG de Yamaha Motor France, afin de pouvoir courir les rallyes africains, et principalement le Paris-Dakar, épreuve phare de la discipline et particulièrement médiatisée à l'époque. Fasciné par les paysages de l'Afrique et par les duels entre Cyril Neveu et Hubert Auriol sur les premières éditions du rallye, Peterhansel rêve depuis plusieurs années de disputer le Paris-Dakar.

### Naissance d'un champion du Paris-Dakar

#### 1988 - 1998: Sextuple champion en moto

##### Des débuts difficiles
Intégré au team officiel Yamaha, il prend le départ de son premier Paris-Dakar en 1988. Il termine 18e et prend rendez-vous. Vainqueur d'une spéciale, présent dans le top 10 avant une erreur de navigation, il veut déjà revenir sur l'épreuve. Il est toutefois profondément marqué par le grave accident de son coéquipier, l'ancien champion du monde de moto-cross André Malherbe, devenu tétraplégique à la suite d'une chute.
La même année, il se marie avec Corinne, avec qui il s'installe à Vesoul. Il remporte aussi avec la France les championnats du monde par équipes aux ISDE (International Six Day of Enduro), qui se déroulent, pour l'occasion à Mende.
En 1989, il se rapproche des meilleurs mais termine seulement 4e du Paris-Dakar, remporté par Gilles Lalay avec Honda. Peterhansel remporte pourtant six étapes et s'impose comme l'homme le plus rapide du plateau. Mais à force de trop tirer sur la machine, il est victime d'un problème mécanique qui lui coûte la victoire. « J'étais trop fougueux », dit-il.
L'année suivante, pour le Dakar 1990, il est rejoint chez Yamaha par Cyril Neveu, alors recordman des victoires sur la course avec 5 succès. Son premier fils Nicolas naît pendant la course, le jour où Peterhansel gagne la spéciale et prend la tête du rallye. Mais l'épreuve continue de se refuser à lui. Trois étapes plus tard, il est victime d'une panne d'essence et contraint à l'abandon. Au printemps, il se rattrape et remporte, coup sur coup les rallyes de Tunisie et du Maroc. À chaque fois, il décroche le général sans gagner une seule étape et comprend qu'il lui faut miser sur la régularité davantage que sur la vitesse.
En fin de saison, il participe au Guidon d'or au circuit Carole. Une course de vitesse où il termine deuxième, entouré des spécialistes de la discipline Wayne Rainey et Eddie Lawson.

##### Quatre titres de champion d'affilé
En 1991, à 25 ans, c'est enfin la consécration. Peterhansel remporte son 1er Paris-Dakar à moto, devant Gilles Lalay et Thierry Magnaldi, tous les trois sur Yamaha. La marque japonaise remporte l'épreuve après dix années de disette. Peterhansel n'est que le deuxième pilote à s'imposer avec une Yamaha, après Cyril Neveu en 1979 et 1980.
Il vient logiquement défendre son titre en 1992, lors d'un Dakar un peu spécial qui part de Paris pour rejoindre Le Cap, en Afrique du Sud. Mais pour Peterhansel, cette édition est marquée par le décès de son ami Gilles Lalay, dont il est témoin. Un évènement qui lui fera se poser des questions quant à la suite de sa carrière. Il reviendra malgré tout en 1993 pour remporter le rallye une troisième année consécutive, une performance jamais réalisée avant lui et que personne n'a réédité depuis.
Yamaha ne participe toutefois pas au Paris-Dakar 1994. La nouvelle réglementation de la FIA impose en effet aux écuries d'usine de vendre au moins quinze modèles par an dans le commerce. Mais la marque japonaise revient dès 1995 et Peterhansel va remettre la main sur le rallye.
En 1995, il effectue ses premiers tours de 4 roues en compétition sur la glace du Trophée Andros au volant d'une Nissan Micra[réf. nécessaire].
À la lutte avec le pilote espagnol Jordi Arcarons, « Peter » est victime d'une chute qui le contraint à utiliser un marteau lors d'un ravitaillement pour redresser le repose-pied de sa moto. Il était toutefois interdit d'utiliser une quelconque assistance à cet endroit et Arcarons porte réclamation. Peterhansel écope d'une pénalité de dix minutes et perd la tête du classement général. La motivation décuplée, il livre une spéciale d'anthologie dans les derniers jours du rallye pour finalement reléguer son adversaire à une vingtaine de minutes et remporter ce Paris-Dakar. C'est sa quatrième victoire dans l'épreuve et il souhaite désormais battre le record de Cyril Neveu, quintuple vainqueur.
À la fin du mois de février, un peu plus d'un mois seulement après la fin du Paris-Dakar, Peterhansel se lance un énorme défi. Il veut courir le même week-end la Gilles Lalay Classic, la course d'enduro la plus dure du monde imaginée par son ami Gilles Lalay, et l'enduro du Touquet. Le samedi, il termine 3e d'une Gilles Lalay Classic d'anthologie. Ils ne sont que quatre pilotes à rallier l'arrivée, du jamais vu. « Peter » franchit la ligne un peu après 23 heures. Il enchaîne le lendemain au Touquet. Il prend le départ à 13 heures et termine la course à la 17e place.

##### Abandon puis retour à la victoire
En 1996, il prend le départ du Paris-Dakar pour accrocher une cinquième victoire, mais n'ira pas au bout. Il perd plusieurs heures après une erreur de ravitaillement en gazole de la part de l'organisation. Il porte réclamation mais n'est pas entendu et après avoir fait une croix sur ses chances de victoire, il décide d'abandonner.

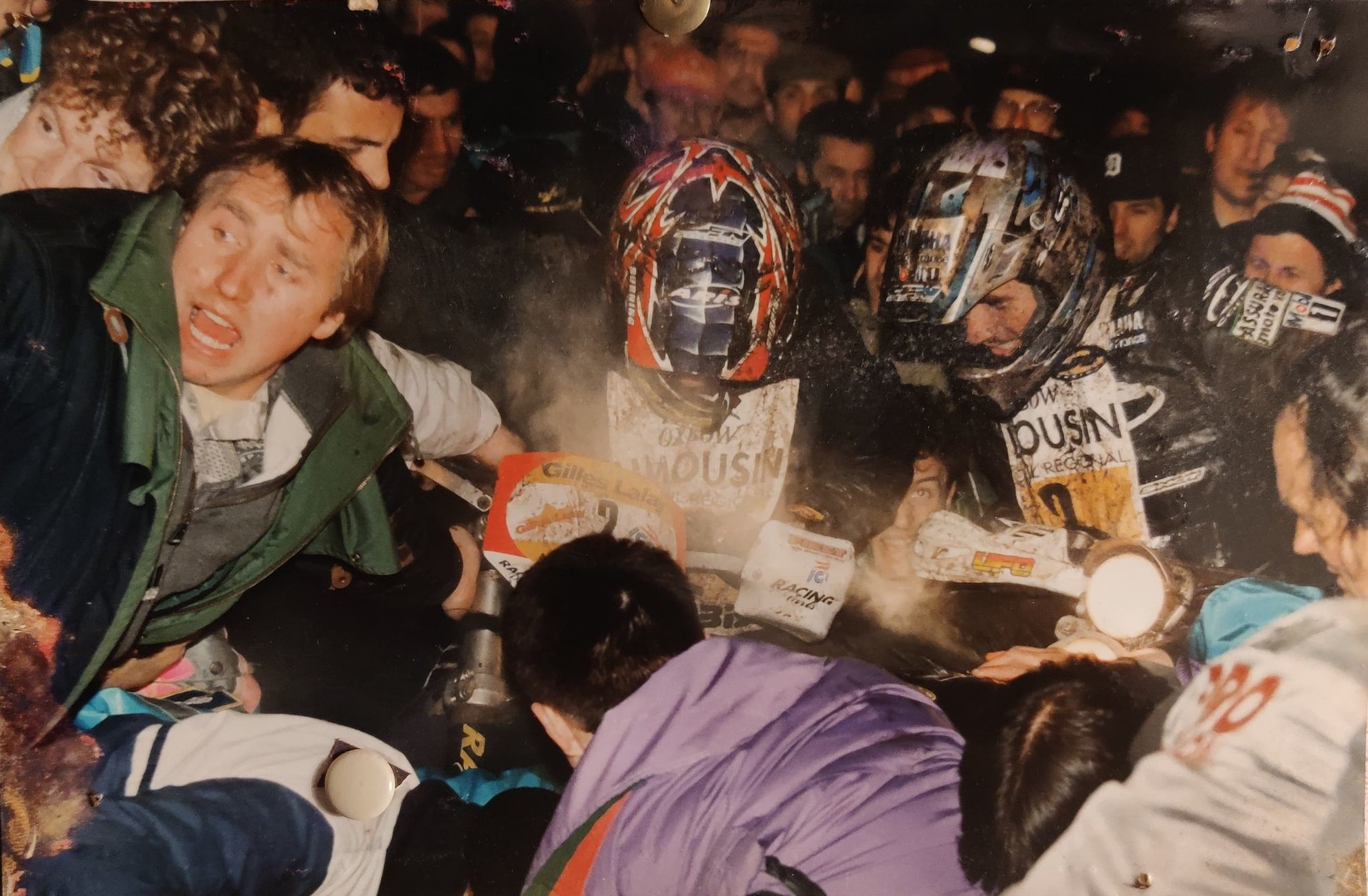
Laurent Charbonnel (à gauche) et Stéphane Peterhansel (à droite), dans la Côte du Corbeau Mort, lors de la Gilles Lalay Classic 1996.

Quelques semaines plus tard, il remporte la Gilles Lalay Classic, ex æquo avec Laurent Charbonnel. Dans la montée du Corbeau Mort, ultime difficulté de la course, les deux pilotes sont au coude à coude. Tous les deux tirés par le public, ils franchissent la ligne avec quelques secondes d'écart et sont déclarés vainqueurs ex æquo.
En 1997, il décroche sans contestation possible sa 5e victoire sur le Paris-Dakar, égalant Cyril Neveu. Il le dépasse l'année suivante, en 1998, lors d'une édition qu'il vit en souffrant à cause d'une blessure à la main pendant l'intégralité de la course. Avant même le départ de Paris-Dakar, il prend la décision de ne plus participer à moto en cas de succès, pour ainsi basculer en auto.
Il remporte également, en 1997, le championnat du monde d'enduro 250 cm3 2-temps, face à Giovanni Sala, et même après 1998, il n'arrête pas complètement la moto. Il vise le championnat du monde d'enduro 400 cm3 4-temps, sur la nouvelle Yamaha 400 WRF, et remporte la Grappe de Cyrano en 2000 et 2001.

#### 1998 - 2021: Octuple champion en auto

##### Une période d'adaptation en auto

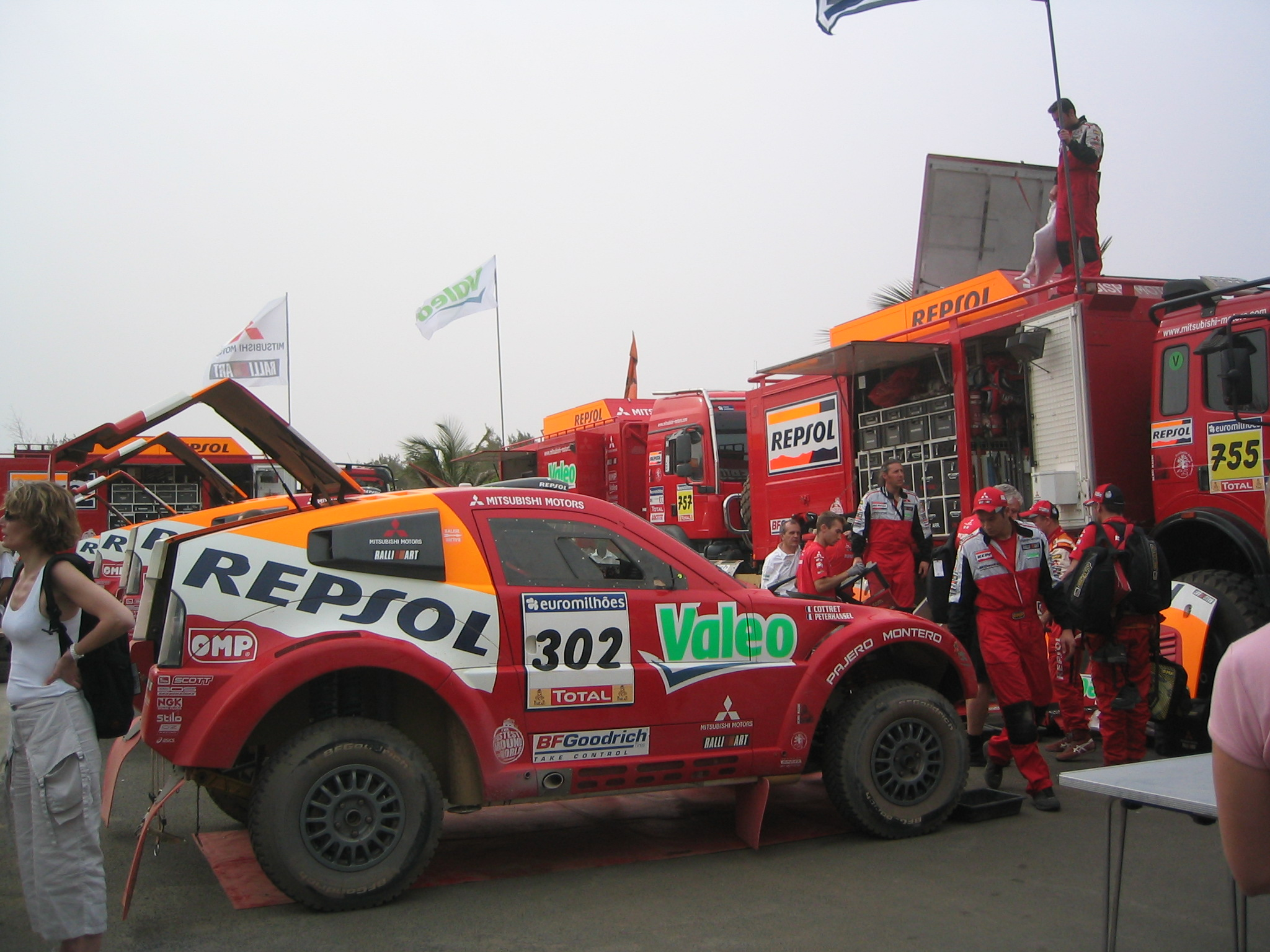
Mitsubishi Pajero Montero de Peterhansel et Cottret vainqueurs du Rallye Lisboa Dakar 2007 à l'arrivée à Dakar le 20 janvier.

Au moment de passer de la moto à l'auto, Peterhansel se tourne vers Mitsubishi, le constructeur dominant. Mais les places sont chères et il se tourne finalement vers Nissan. Jean-Paul Cottret devient immédiatement son copilote et ils disputent ensemble leur première course lors à Dubaï. En janvier 1999, le duo court son premier Paris-Dakar et termine 7e, devant tous les autres équipages Nissan. Courir l'épreuve en auto, « c'est le Club Med », sourit le pilote en comparant cela avec la course en moto.
En 2000, Peterhansel souhaite courir pour une équipe d'usine, plus performante. Il signe alors avec le constructeur français Méga et termine deuxième du Paris-Dakar derrière Jean-Louis Schlesser. C'est son premier podium dans la catégorie auto, pour sa deuxième participation seulement. Il court ensuite les Rallye du Maroc et de Dubaï, toujours avec Mega, avant que la petite marque ne déclare forfait pour l'édition 2001 du Dakar.
Peterhansel récupère alors le volant d'un Nissan Pathfinder, de l'équipe Dessoude, avec lequel il remporte la catégorie Production en terminant 12e du général. Pour la première fois cependant, son copilote n'est pas Jean-Paul Cottret mais William Alcaraz. L'année 2001 le voit également, une nouvelle fois, sacré champion du monde d'enduro, en moto 250 cm3 4-temps, au sein du team Yamaha-Italie.
En 2002, il retrouve Jean-Paul Cottret à ses côtés mais doit abandonner sur le Paris-Dakar. En cours d'année, il signe pour l'équipe officielle Mitsubishi en rallye-raid et remporte dans la foulée, sous ses nouvelles couleurs, le rallye de Tunisie et le rallye de Dubaï.
Au sein de l'équipe japonaise, il fait partie d'une véritable armada. Peterhansel partage l'affiche avec Hiroshi Masuoka et Jean-Pierre Fontenay, en attendant Luc Alphand qui rejoindra l'équipe quelques années plus tard. En 2003, il termine ainsi troisième du Dakar, derrière Masuoka et Fontenay, offrant à Mitsubishi un triplé.

##### Champion incontesté du raid
L'année suivante, en 2004, il atteint la consécration et remporte son 1er Rallye Dakar automobile. Il conserve son titre en 2005 et remporte à nouveau l'épreuve en 2007, ce qui lui vaudra d'être lauréat du Prix Roland Peugeot de l'Académie des sports, du plus bel exploit automobile français de l'année.
En 2003 et 2006, il abandonne la victoire lors des ultimes kilomètres pour deux erreurs de pilotage, et en 2007, il crée une petite polémique en ayant été vu "polluant" l'auge d'un point d'eau d'Afrique en y refroidissant le mécanisme d'embrayage de son moteur.
Lors de l'édition 2009, il abandonne dès le début de l'épreuve sur problème mécanique. Ce sera sa dernière participation avec Mitsubishi, et après le retrait du constructeur nippon, il s'engage avec l'équipe BMW X-Raid.
En 2012, il remporte son quatrième Dakar auto sur une Mini du team X-Raid. Dominé en performances pures par Robby Gordon sur Hummer, certains lui reprochent d'avoir perdu son sang-froid en percutant un motard au milieu d'un gué au second tiers de l'épreuve. Robby Gordon, finalement déclassé pour véhicule non conforme, du fait d'un système de suralimentation moteur déclaré illégal, après avoir été jugé conforme aux vérifications de départ, Stéphane Peterhansel remporte une nouvelle fois la course en catégorie Auto.
En 2013, il participe à son 14e Dakar auto et y remporte son 5e succès pour un nouveau record dans la discipline, en devançant désormais Ari Vatanen, vainqueur à quatre reprises.
Pour sa dernière année avec Mini, en 2014, il termine 2e et désabusé au terme d'une course très éprouvante en difficultés. Après avoir compté près d'une heure de retard sur son coéquipier et ami Nani Roma, Peterhansel remonte jours après jour jusqu'à reprendre la tête du rallye. L'écurie décide cependant de donner des consignes à ses pilotes et Peterhansel laisse la victoire finale à Roma, qui devient le 3e pilote à gagner l'épreuve dans les deux catégories, moto et auto.
En juin 2014, Peugeot officialise l'arrivée de Stéphane Peterhansel au sein de son équipe, en vue du Dakar 2015. Il participe alors aux essais de développement du buggy Peugeot 2008 DKR, avec Carlos Sainz et Cyril Despres. Pour le grand retour de Peugeot sur le Dakar, il obtient le meilleur classement final des 3 équipages en terminant 11e.
En 2015, il remporte le China Grand Rallye devant Cyril Despres, et offre ainsi sa première victoire à la Peugeot 2008 DKR 15+, version améliorée de la voiture précédemment engagée au Dakar. En parallèle, il participe aux essais de développement du nouveau buggy Peugeot 2008 DKR 16.
En 2016, toujours copiloté par Jean-Paul Cottret il remporte son 12e Dakar, le 6e en catégorie auto, après avoir signé 3 victoires d'étapes. Il offre ainsi à Peugeot sa 5e victoire sur le Dakar, 25 ans après la dernière, celle d'une 405 Turbo 16 pilotée par Ari Vatanen en 1990. Il gagne à nouveau l'édition 2017, au volant du nouveau buggy Peugeot 3008 DKR, alors que, comme en 2016, il était généralement distancé en vitesse pure par son nouvel équipier, le nonuple champion du monde WRC Sébastien Loeb. C'est notamment en navigation qu'il parvient alors à faire la différence.

##### Fin du règne
Après ce nouveau succès, « Peter » se pose la question d'arrêter sa carrière, à 51 ans. Une option rapidement écartée. Sur le Dakar 2018, il est dominé et voit le succès de son coéquipier Carlos Sainz, toujours sur Peugeot. C'est toutefois la fin de l'histoire avec le constructeur français et Peterhansel signe alors son retour chez Mini.
En 2019, il participe au Dakar sans Jean-Paul Cottret. C'est David Castera qui devient son copilote, lui qui avait été son porteur d'eau chez Yamaha en 1997 et 1998. Quatrième du général à quelques jours de l'arrivée, le duo est contraint à l'abandon après que Castera a été touché au bras et au dos. Peterhansel connaît son premier abandon depuis dix ans sur le rallye.
Il revient l'année suivante, initialement accompagné de sa femme Andrea Peterhansel comme copilote. Mais quelques jours avant le départ, l'épouse du pilote est déclarée inapte à cause de problèmes de santé. C'est finalement avec Paulo Fiuza que Peterhansel termine troisième de ce Dakar.
En 2021, il est de nouveau aligné avec un copilote inédit, Edouard Boulanger. En quatre éditions, il connaît ainsi quatre copilotes différents, après avoir été accompagné par Jean-Paul Cottret pendant près de vingt ans. Trente ans après son premier succès sur le Dakar en moto, Peterhansel remporte cette édition devant Nasser Al-Attiyah (Toyota) et compte ainsi 14 succès sur l'épreuve.
En 2024 lors de la deuxième étape, il égale le record de 50 victoires de spéciales au Dakar auto détenu par Ari Vatanen.
En novembre 2024, il annonce son absence sur le Dakar 2025, après 35 participations consécutives.
Au printemps 2025, il est annoncé qu'il revient sur le Dakar pour l'édition 2026 au volant d'un Defender Dakar D7X-R engagé en catégorie Stock.

## Hommages et distinctions

### Hommages

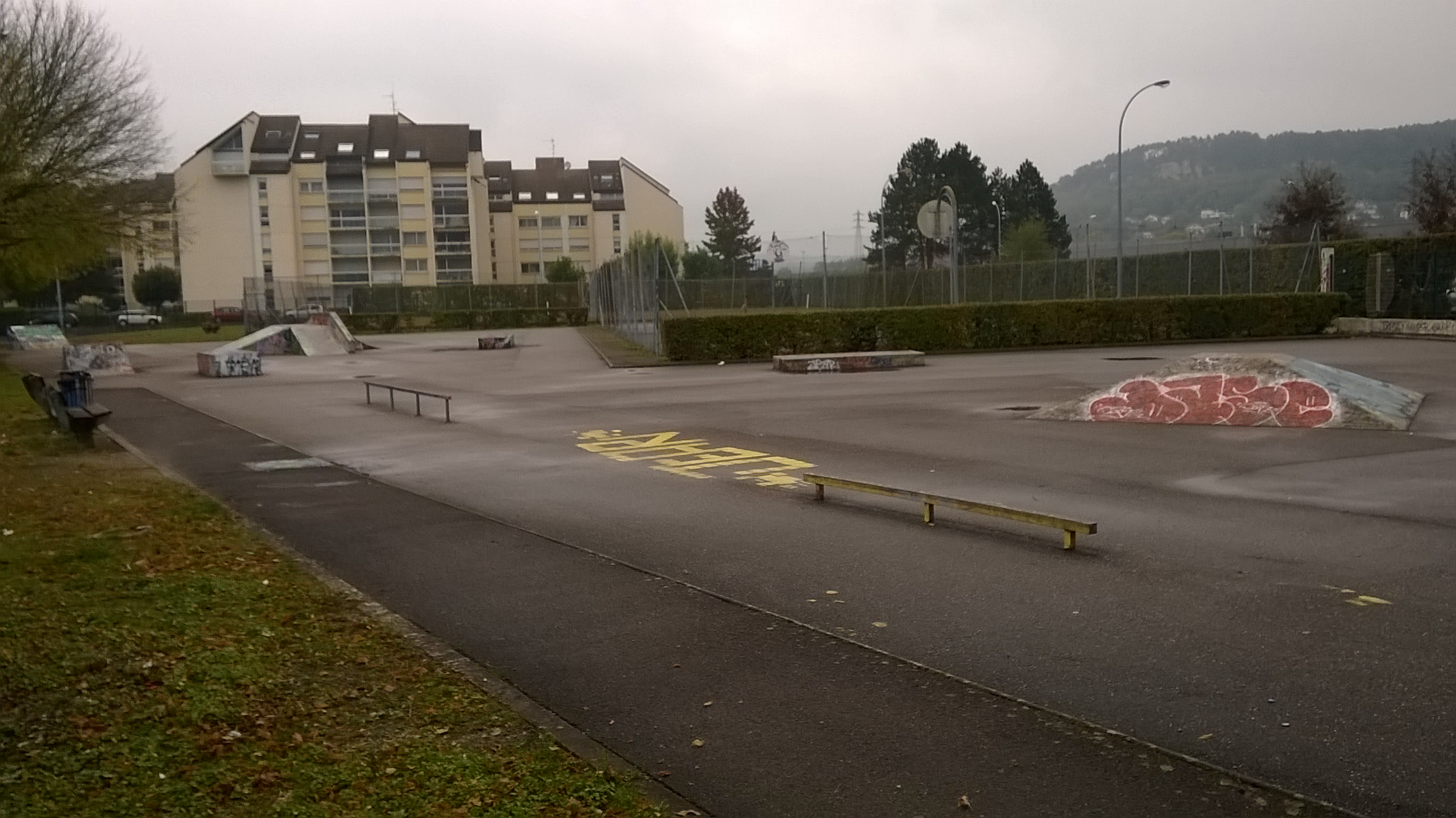
Le skatepark Peterhansel à Vesoul (octobre 2015).

La ville de Vesoul décida de rappeler la première passion de Stéphane Peterhansel pour le skateboard, en créant un skatepark, dénommé, « Skatepark Peterhansel », dans le quartier du Stade, à proximité du Stade René-Hologne.

### Distinctions
- Chevalier de l'ordre national du Mérite (décret du 15 novembre 1997)[36]
- Lauréat du Prix Roland Peugeot de l'Académie des sports du plus bel exploit automobile français de l'année en 2007[37].
- Citoyen d'honneur de la ville de Vesoul, proclamé le 23 janvier 1997[38].

## Statistiques et accomplissements

### Palmarès et records

#### Records
- Recordman de victoires au Dakar avec 6 victoires, sur Moto Yamaha (1991, 1992, 1993, 1995, 1997 et 1998), 8 victoires Automobile Mitsubishi, (2004, 2005 et 2007), Mini (2012, 2013, 2021) et Peugeot (2016, 2017).
- Recordman de victoires de spéciale au Dakar moto avec 33 spéciales remportées.
- Recordman de victoires de spéciale au Dakar auto avec 50 spéciales remportées à égalité avec Ari Vatanen.
- Recordman de victoires « scratch » aux ISDE avec 5 victoires, sur Yamaha (1988, 1989, 1991, 1994 et 1995)
- Recordman de victoires à l'enduro du Trèfle Lozérien avec 9 victoires, sur Husqvarna (1987) et Yamaha (1988, 1989, 1990, 1991, 1993, 1994, 1995 et 1997)

#### Palmarès général
- 11 fois champion de France d'enduro, sur Husqvarna et Yamaha

- 1987 :
  - 1987, vainqueur du Trèfle Lozérien, sur Husqvarna
- 1988 :
  - Champion du monde d'enduro par équipe (France) et victoire au scratch aux ISDE (France), sur Yamaha
  - Vainqueur du Trèfle Lozérien, sur Yamaha
- 1989 :
  - Victoire au scratch aux ISDE (Allemagne), sur Yamaha
  - Vainqueur du Trèfle Lozérien, sur Yamaha
- 1990 :
  - Vainqueur du Rallye de Tunisie, sur Yamaha
  - Vainqueur du Rallye de l'Atlas, sur Yamaha
  - Vainqueur du Trèfle Lozérien, sur Yamaha
- 1991 :
  - Vainqueur du Paris-Dakar à moto, sur Yamaha
  - Victoire au scratch des ISDE (Tchécoslovaquie), sur Yamaha
  - Vainqueur du Trèfle Lozérien, sur Yamaha
- 1992 :
  - Vainqueur du Rallye Paris-Le Cap (dénomination de 1992 du Rallye Dakar) à moto, sur Yamaha
  - Vainqueur du Rallye Paris-Pékin, sur Yamaha
- 1993 :
  - Vainqueur du Paris-Dakar à moto, sur Yamaha
  - Vainqueur du Trèfle Lozérien, sur Yamaha
- 1994 :
  - Vainqueur du Rallye de Tunisie, sur Yamaha
  - Victoire au scratch des ISDE (USA), sur Yamaha
  - Vainqueur du Trèfle Lozérien, sur Yamaha
- 1995 :
  - Vainqueur du Rallye Paris-Grenade-Dakar à moto, sur Yamaha
  - Victoire au scratch des ISDE (Pologne), sur Yamaha
  - Vainqueur du Trèfle Lozérien, sur Yamaha
- 1997 :
  - Vainqueur du Paris-Dakar à moto, sur Yamaha
  - Champion du monde d'Enduro catégorie 250 cm³ 2-temps, sur Yamaha 250 WR
  - Vainqueur du Trèfle Lozérien, sur Yamaha
- 1998 :
  - Vainqueur du Paris-Dakar à moto, sur Yamaha
  - Vainqueur des 24 heures sur glace de Chamonix
  - Vainqueur de la Montée de l'Olympe auto
- 1999 :
  - Vainqueur de la montée de l'Olympe moto - Yamaha
- 2000 :
  - 2e du Paris-Dakar Paris-Dakar-Le Caire automobile, sur Mega
  - Vainqueur de la Grappe de Cyrano - Yamaha
  - Vainqueur de la première édition de la Val de Lorraine Classic - Yamaha
- 2001 :
  - Champion du monde d'enduro catégorie 250 cm³ 4-temps - Yamaha 250 WRF
  - Vainqueur de la Grappe de Cyrano - Yamaha
- 2002 :
  - Vainqueur du rallye de Tunisie
  - Vainqueur du rallye de Dubaï
  - Vainqueur de la Val de Lorraine Classic - Yamaha
- 2004 :
  - Vainqueur du Rallye Dakar automobile, sur Mitsubishi
- 2005 :
  - Vainqueur du Rallye Dakar automobile, sur Mitsubishi
- 2007 :
  - Vainqueur du Rallye Dakar automobile, sur Mitsubishi[39]
- 2008 :
  - Vainqueur du PAX Rally automobile, sur Mitsubishi (Dakar Series)
- 2012 :
  - Vainqueur du Rallye Dakar automobile, sur Mini
  - Vainqueur du Rallye dos Sertões automobile, sur Mini
- 2013 :
  - Vainqueur du Rallye Dakar automobile, sur Mini
  - Vainqueur du Rallye dos Sertões automobile, sur Mini
- 2014 :
  - 2e du Rallye Dakar automobile, sur Mini
- 2015 :
  - Vainqueur du China Grand Rallye automobile, sur Peugeot 2008 DKR
- 2016 :
  - Vainqueur du Rallye Dakar automobile, sur Peugeot 2008 DKR
- 2017 :
  - Vainqueur du Rallye Dakar automobile, sur Peugeot 3008 DKR
  - Vainqueur du Rallye Tout-Terrain Plaines et Vallées (catégorie SSV, side-by-side vehicle), sur Yamaha YXR 1000 R[40]
- 2019 :
  - Vainqueur de la Coupe du monde des rallyes tout-terrain
- 2021 :
  - Vainqueur du Rallye Dakar  automobile, sur Mini JCW Buggy

### Bilan au Rallye Dakar
Il compte 35 participations et 14 victoires (6 à moto et 8 en auto). Il a remporté 33 victoires d'étapes en moto et 50 en auto soit un total de 83 victoires d'étapes.

#### Moto
| Année | Catégorie | Marque | Position | Victoire(s) d'étape |
| ----- | --------- | ------ | -------- | ------------------- |
| 1988  | Moto      | Yamaha | 18e      | 1                   |
| 1989  | Moto      | Yamaha | 4e       | 6                   |
| 1990  | Moto      | Yamaha | Abd.     | 1                   |
| 1991  | Moto      | Yamaha | 1er      | 1                   |
| 1992  | Moto      | Yamaha | 1er      | 4                   |
| 1993  | Moto      | Yamaha | 1er      | 3                   |
| 1995  | Moto      | Yamaha | 1er      | 4                   |
| 1996  | Moto      | Yamaha | Abd.     | 3                   |
| 1997  | Moto      | Yamaha | 1er      | 7                   |
| 1998  | Moto      | Yamaha | 1er      | 3                   |

#### Auto
| Année | Catégorie                                         | Marque                                            | Position                                          | Victoire(s) d'étape                               | Copilote                                          |
| ----- | ------------------------------------------------- | ------------------------------------------------- | ------------------------------------------------- | ------------------------------------------------- | ------------------------------------------------- |
| 1999  | Auto                                              | Nissan                                            | 7e                                                | -                                                 | Jean-Paul Cottret                                 |
| 2000  | Auto                                              | Mega                                              | 2e                                                | 2                                                 | Jean-Paul Cottret                                 |
| 2001  | Auto                                              | Nissan                                            | 12e                                               | -                                                 | William Alcaraz                                   |
| 2002  | Auto                                              | Nissan                                            | Abd.                                              | 1                                                 | Jean-Paul Cottret                                 |
| 2003  | Auto                                              | Mitsubishi                                        | 3e                                                | 6                                                 | Jean-Paul Cottret                                 |
| 2004  | Auto                                              | Mitsubishi                                        | 1er                                               | 2                                                 | Jean-Paul Cottret                                 |
| 2005  | Auto                                              | Mitsubishi                                        | 1er                                               | 4                                                 | Jean-Paul Cottret                                 |
| 2006  | Auto                                              | Mitsubishi                                        | 4e                                                | 3                                                 | Jean-Paul Cottret                                 |
| 2007  | Auto                                              | Mitsubishi                                        | 1er                                               | -                                                 | Jean-Paul Cottret                                 |
| 2008  | Épreuve remplacée par le rallye d'Europe centrale | Épreuve remplacée par le rallye d'Europe centrale | Épreuve remplacée par le rallye d'Europe centrale | Épreuve remplacée par le rallye d'Europe centrale | Épreuve remplacée par le rallye d'Europe centrale |
| 2009  | Auto                                              | Mitsubishi                                        | Abd.                                              | -                                                 | Jean-Paul Cottret                                 |
| 2010  | Auto                                              | BMW                                               | 4e                                                | 4                                                 | Jean-Paul Cottret                                 |
| 2011  | Auto                                              | BMW                                               | 4e                                                | 1                                                 | Jean-Paul Cottret                                 |
| 2012  | Auto                                              | Mini                                              | 1er                                               | 3                                                 | Jean-Paul Cottret                                 |
| 2013  | Auto                                              | Mini                                              | 1er                                               | 2                                                 | Jean-Paul Cottret                                 |
| 2014  | Auto                                              | Mini                                              | 2e                                                | 4                                                 | Jean-Paul Cottret                                 |
| 2015  | Auto                                              | Peugeot                                           | 11e                                               | -                                                 | Jean-Paul Cottret                                 |
| 2016  | Auto                                              | Peugeot                                           | 1er                                               | 3                                                 | Jean-Paul Cottret                                 |
| 2017  | Auto                                              | Peugeot                                           | 1er                                               | 3                                                 | Jean-Paul Cottret                                 |
| 2018  | Auto                                              | Peugeot                                           | 4e                                                | 3                                                 | Jean-Paul Cottret                                 |
| 2019  | Auto                                              | Mini                                              | Abd.                                              | 2                                                 | David Castera                                     |
| 2020  | Auto                                              | Mini                                              | 3e                                                | 4                                                 | Paulo Fiúza                                       |
| 2021  | Auto                                              | Mini                                              | 1er                                               | 1                                                 | Édouard Boulanger                                 |
| 2022  | Auto                                              | Team Audi Sport                                   | 59e                                               | 1                                                 | Édouard Boulanger                                 |
| 2023  | Auto                                              | Team Audi Sport                                   | Abd. (6e étape)                                   | -                                                 | Édouard Boulanger                                 |
| 2024  | Auto                                              | Team Audi Sport                                   | 30e                                               | 1                                                 | Édouard Boulanger                                 |